# Premyer Liqası 2015/16
Die Premyer Liqası 2015/16, nach einem Sponsorenabkommen offiziell Unibank Premyer Liqası genannt, war die 24. Spielzeit der höchsten aserbaidschanischen Spielklasse im Fußball der Männer seit deren Gründung im Jahr 1992.
Die Saisonrunde begann am 9. August 2015 und endete am 20. Mai 2016 mit der Austragung des 36. Spieltags. Die Mannschaft von PFK Simurq Zaqatala zog sich wegen finanziellen Problemen vor Beginn der Saison am 21. Juni 2015 zurück. Sie wurde vom Drittplatzierten der Birinci Divizionu, Rəvan Baku FK, ersetzt.
Rəvan Baku FK und FK Xəzər Lənkəran erhielten keine Lizenz und wurden auch nicht ersetzt. Die folgende Saison startete demnach mit acht Mannschaften.

## Vereine
| Verein            | Stadt    |
| ----------------- | -------- |
| AZAL PFK Baku     | Baku     |
| İnter Baku        | Baku     |
| Neftçi Baku PFK   | Baku     |
| Rəvan Baku FK     | Baku     |
| Zirə FK           | Baku     |
| FK Qarabağ Ağdam  | Baku     |
| PFK Kəpəz         | Gəncə    |
| FK Xəzər Lənkəran | Lənkəran |
| Sumqayıt PFK      | Sumqayıt |
| FK Qəbələ         | Qäbälä   |

## Abschlusstabelle
| Pl. | Verein                  | Sp. | S  | U  | N  | Tore    | Diff. | Punkte |
| --- | ----------------------- | --- | -- | -- | -- | ------- | ----- | ------ |
| 1.  | FK Qarabağ Ağdam (M, P) | 36  | 26 | 6  | 4  | 066:210 | +45   | 84     |
| 2.  | Zirə FK (N) 1           | 36  | 17 | 11 | 8  | 042:310 | +11   | 62     |
| 3.  | FK Qəbələ               | 36  | 16 | 11 | 9  | 044:280 | +16   | 59     |
| 4.  | İnter Baku 1            | 36  | 16 | 11 | 9  | 039:280 | +11   | 59     |
| 5.  | PFK Kəpəz (N)           | 36  | 15 | 11 | 10 | 048:400 | +8    | 56     |
| 6.  | Neftçi Baku PFK         | 36  | 13 | 10 | 13 | 041:410 | ±0    | 49     |
| 7.  | AZAL PFK Baku           | 36  | 13 | 7  | 16 | 026:380 | −12   | 46     |
| 8.  | Sumqayıt PFK            | 36  | 9  | 12 | 15 | 041:490 | −8    | 39     |
| 9.  | Rəvan Baku FK (N) 2     | 36  | 5  | 9  | 22 | 027:630 | −36   | 18     |
| 10. | FK Xəzər Lənkəran 3     | 36  | 3  | 6  | 27 | 016:510 | −35   | 15     |

Platzierungskriterien: 1. Punkte – 2. Direkter Vergleich (Punkte, Tordifferenz, geschossene Tore) – 3. Tordifferenz – 4. geschossene Tore

| (M) | amtierender aserbaidschanischer Meister     |
| (P) | amtierender aserbaidschanischer Pokalsieger |
| (N) | Neuaufsteiger aus der Birinci Divizionu     |

## Kreuztabelle
| Hinrunde          |     | İnter Baku | FK Xəzər Lənkəran |     | Neftçi Baku PFK | FK Qarabağ Ağdam | FK Qäbälä | Rəvan Baku FK | Sumqayıt PFK | Zirə FK |
| ----------------- | --- | ---------- | ----------------- | --- | --------------- | ---------------- | --------- | ------------- | ------------ | ------- |
| AZAL PFK Baku     |     | 0:1        | 1:0               | 1:1 | 2:1             | 0:2              | 0:2       | 1:0           | 2:0          | 1:0     |
| İnter Baku        | 2:0 |            | 2:0               | 1:0 | 1:0             | 0:2              | 2:1       | 2:0           | 2:3          | 0:0     |
| FK Xəzər Lənkəran | 3:1 | 2:0        |                   | 0:1 | 0:2             | 0:1              | 0:1       | 1:1           | 1:2          | 0:1     |
| PFK Kəpəz         | 1:0 | 0:0        | 1:0               |     | 1:1             | 2:3              | 3:0       | 0:0           | 3:1          | 1:1     |
| Neftçi Baku PFK   | 0:1 | 1:1        | 1:1               | 0:0 |                 | 1:0              | 0:1       | 2:3           | 2:1          | 1:1     |
| FK Qarabağ Ağdam  | 2:0 | 1:0        | 1:0               | 3:0 | 1:1             |                  | 1:1       | 1:0           | 2:2          | 4:1     |
| FK Qəbələ         | 0:0 | 1:1        | 6:0               | 1:0 | 0:1             | 2:2              |           | 1:1           | 1:0          | 0:0     |
| Rəvan Baku FK     | 0:0 | 0:2        | 0:1               | 0:2 | 1:3             | 1:2              | 0:3       |               | 0:0          | 1:0     |
| Sumqayıt PFK      | 1:1 | 1:1        | 1:1               | 2:2 | 1:2             | 1:0              | 2:2       | 3:3           |              | 0:0     |
| Zirə FK           | 1:0 | 0:0        | 1:0               | 2:2 | 2:0             | 0:0              | 1:0       | 2:1           | 3:2          |         |

| Rückrunde         |     | İnter Baku | FK Xəzər Lənkəran |     | Neftçi Baku PFK | FK Qarabağ Ağdam | FK Qäbälä | Rəvan Baku FK | Sumqayıt PFK | Zirə FK |
| ----------------- | --- | ---------- | ----------------- | --- | --------------- | ---------------- | --------- | ------------- | ------------ | ------- |
| AZAL PFK Baku     |     | 0:0        | 1:0               | 3:0 | 1:1             | 1:0              | 2:1       | 1:0           | 1:0          | 1:1     |
| İnter Baku        | 1:0 |            | 2:1               | 1:0 | 0:1             | 1:1              | 0:1       | 3:1           | 2:2          | 1:0     |
| FK Xəzər Lənkəran | 0:1 | 0:1        |                   | 0:3 | 0:1             | 1:2              | 0:1       | 0:0           | 1:2          | 0:2     |
| PFK Kəpəz         | 2:0 | 1:1        | 2:0               |     | 1:2             | 1:2              | 0:1       | 3:2           | 0:0          | 2:0     |
| Neftçi Baku PFK   | 3:1 | 4:2        | 1:0               | 2:3 |                 | 1:2              | 1:2       | 1:1           | 1:0          | 0:0     |
| FK Qarabağ Ağdam  | 3:0 | 2:0        | 3:0               | 4:0 | 2:0             |                  | 2:0       | 5:1           | 1:0          | 2:0     |
| FK Qəbələ         | 2:0 | 0:0        | 0:0               | 1:2 | 2:2             | 1:2              |           | 2:0           | 1:0          | 1:2     |
| Rəvan Baku FK     | 1:0 | 0:4        | 2:2               | 1:3 | 1:0             | 2:1              | 0:1       |               | 1:2          | 0:4     |
| Sumqayıt PFK      | 2:0 | 0:1        | 2:1               | 2:3 | 2:1             | 0:2              | 1:1       | 3:1           |              | 0:2     |
| Zirə FK           | 4:2 | 2:1        | 1:0               | 2:2 | 3:0             | 0:2              | 0:3       | 2:1           | 1:0          |         |

## Torschützenliste
| Pl. | Spieler           | Mannschaft       | Tore |
| --- | ----------------- | ---------------- | ---- |
| 01. | Daniel Quintana   | FK Qarabağ Ağdam | 15   |
| 02. | Nelson Bonilla    | Zirə FK          | 14   |
| 03. | Ruslan Qurbanov   | Neftçi Baku PFK  | 13   |
| 04. | Amil Yunanov      | Sumqayıt PFK     | 12   |
| 05. | Oleksij Haj       | Zirə FK          | 10   |
| 06. | Richard           | FK Qarabağ Ağdam | 09   |
| 06. | Julien Ebah       | PFK Kəpəz        | 09   |
| 08. | Oleksij Antonow   | FK Qəbələ        | 07   |
| 08. | Samuel Armenteros | FK Qarabağ Ağdam | 07   |
| 08. | Nugzar Kvirtia    | AZAL PFK Baku    | 07   |
| 08. | Mahir Madatov     | FK Qarabağ Ağdam | 07   |
| 08. | Ermin Zec         | FK Qəbələ        | 07   |